# كوزمين كونترا
كوزمين ماريوس كونترا (بالرومانية: Cosmin Contra) من مواليد 15 ديسمبر 1975 بتيميشوارا (رومانيا). هو لاعب كرة قدم دولي روماني سابق. لعب مع أندية أوروبية كبيرة مثل إيه سي ميلان الإيطالي وأتلتيكو مدريد الإسباني. لعب مع منتخب رومانيا 73 مباراة سجل منها 7 أهداف. اتجه بعدها إلى التدريب وكان مدرب لنادي الاتحاد السعودي.

## البطولات والألقاب

### كلاعب
- كأس الاتحاد الأوروبي الوصيف: موسم 2000-2001 مع نادي ديبورتيفو ألافيس
- كأس ملك إسبانيا الوصيف: موسمي 2006-2007 و2007-2008 مع نادي خيتافي

### شخصية
- أفضل لاعب روماني سنة 2001
- تشكيلة الموسم في بطولة كأس الاتحاد الأوروبي سنة 2001

### كمدرب
- بطل كأس رومانيا موسم 2012-2013 مع نادي بترولول بلويشتي
- بطل كأس الرابطة الرومانية موسم 2015-2016 مع دينامو بوخارست

## وصلات خارجية
- كوزمين كونترا على موقع الاتحاد الدولي (مؤرشف)  (الإنجليزية)
- كوزمين كونترا على موقع الاتحاد الأوربي (الإنجليزية)
- كوزمين كونترا على موقع قاعدة بيانات كرة القدم.إي يو (الإنجليزية)
- كوزمين كونترا على موقع ناشيونال فوتبول تيمز (الإنجليزية)
- كوزمين كونترا على موقع Soccerbase.com (لاعب) (الإنجليزية)
- كوزمين كونترا على موقع عالم كرة القدم.نت (الإنجليزية)
- كوزمين كونترا على موقع كووورة

- معلومات عن اللاعب